# 5364 Christophschäfer
Az 5364 Christophschäfer (ideiglenes jelöléssel (5364) 1980 RC1) a Naprendszer kisbolygóövében található aszteroida. Zdeňka Vávrová fedezte fel 1980. szeptember 2-án.